# FreeTrack
FreeTrack — вільна система оптичного відстежування рухів для Microsoft Windows, яка може бути використана з недорогими камерами, основною метою якої є відстеження рухів голови у віртуальній реальності, симуляторах, відео-іграх, системах 3Д моделювання, системах автоматизованого проектування та системах керування без застосування рук(handsfree). Чутливість відстежування можна налаштувати таким чином, щоб при русі голови очі ніколи не залишали екран.
FreeTrack є вільним аналогом системи TrackIR
Список ігор, що підтримує FreeTrack (англ) — List of games compatible with FreeTrack